# Johannes Walther
Johannes Walther, född 20 juli 1860 i Neustadt an der Orla, död 4 maj 1937 i Bad Hofgastein vid Salzburg, var en tysk geolog och paleontolog.
Walther studerade i Jena, Leipzig och München, blev 1886 privatdocent i Jena, mottog sedan Haeckelprofessuren i geologi där och var 1906-29 professor i Halle an der Saale. Han gjorde vidsträckta studieresor i syfte att genom jämförelse med nu fortgående geologiska processer utreda de förhållanden, under vilka de sedimentära bildningarna avlagrats och de fossil inbäddats, som vi nu finner där. Hans förnämsta författarskap ligger inom detta område, på vilket han en av sin tids främsta auktoriteter.